# Víctor Montero
Víctor Manuel Montero Carrasco (Santiago, 12 de febrero de 1973) es un actor chileno de teatro, cine y televisión, ganador del Premio a Mejor Actor del Festival de Dramaturgia Norteamericana Contemporánea el año 2008, y nominado en dos oportunidades a los Premios Caleuche - Gente que se transforma, el año 2019 como Mejor actor de Reparto por el filme "Sapo", y el año 2024 como Mejor actor Protagónico, categoría Series.Conocido por su rol del "Troglo" en la serie "Los Archivos del Cardenal", y por su actuación en la película "Sábado, una película en tiempo real".

## Biografía
Nacido de la unión entre Victoria del Carmen Carrasco Duarte, profesora normalista, y de Víctor Manuel Montero Espinosa, profesor de Estado. Hijo de madre soltera, desde muy temprana edad y gracias a ella, se pudo adentrar en los libros, el arte, las humanidades y la política, con la dictadura de Pinochet como marco de fondo.
Formado en la educación pública chilena, pasando además por un colegio de curas, Montero egresó de la Escuela de Teatro de la Universidad de Chile el año 1999, logrando posicionarse como actor de teatro, con obras como "Cinema-utoppia", "Las brutas - el crimen perfecto", "Coronación", "Pedro, Juan y Diego"entre otras. En cine, se ha desempeñado en películas como "Mi mejor enemigo", "Sábado, una película en tiempo real", "Neruda", "Pacto de fuga", "El conde"entre otras. Ha participado en las series "Los archivos del cardenal", "Prófugos", "Alma negra"entre otras.

## Filmografía

### Cine
| Películas | Películas                                | Películas                 | Películas                  |              |
| Año       | Título                                   | Rol                       | Director                   | Notas        |
| --------- | ---------------------------------------- | ------------------------- | -------------------------- | ------------ |
| 2000      | La gente está esperando                  | Novio                     | Matías Bize                | Cortometraje |
| 2003      | Los debutantes                           | Marcelo                   | Andrés Waissbluth          |              |
| 2003      | Sábado, una película en tiempo real      | Víctor                    | Matías Bize                |              |
| 2003      | Juego de verano                          | Detective                 | Fernanda Aljaro et al.     |              |
| 2003      | Cachimba                                 | Colega oficina            | Silvio Caiozzi             |              |
| 2003      | El roto (perjudícame, cariño)            | Roto                      | Alberto Daiber             |              |
| 2004      | Santiago oculto                          | Escritor                  | Reinhardt Schultz          |              |
| 2005      | Secuestro                                | Flavio                    | Gonzalo Lira               |              |
| 2005      | Mi mejor enemigo                         | Soldado 1.º Javier Orozco | Alex Bowen                 |              |
| 2008      | Mi lugar                                 | Felipe                    | Peter Mcphee               | Cortometraje |
| 2008      | Debajo                                   | Víctor                    | Dominga Sotomayor Castillo | Cortometraje |
| 2010      | La Esmeralda, 1879                       | Teniente Luis Uribe       | Elías Llanos               |              |
| 2010      | La vida de los peces                     | Pablo                     | Matías Bize                |              |
| 2011      | Dios me libre                            | Jonás Cifuentes Canibilo  | Martín Duplaquet           |              |
| 2012      | Morales, el reformador                   | Ulises Morales            | Víctor Cubillos            |              |
| 2012      | Caleuche                                 | Ismael                    | Jorge Olguín               |              |
| 2012      | El vuelo del Manutara                    | Capitán Roberto Parragué  | Elías Llanos               |              |
| 2013      | Aquí estoy, aquí no                      | Rafael                    | Elisa Eliash               |              |
| 2013      | Volantín Cortao                          | Jefe unidad               | Diego Ayala y Aníbal Jofré |              |
| 2013      | La mujer de la esclavina                 | Juan                      | Alfonso Gacitua            |              |
| 2014      | Romance policial                         | Romo                      | Jorge Durán                |              |
| 2014      | El mago                                  | Negro Santa Cruz          | Matías Pinochet            |              |
| 2015      | Neruda                                   | Rubén Azocar              | Pablo Larraín              |              |
| 2016      | Jhonny 100 pesos 20 años y 1 día después | Subcomisario Duarte       | Gustavo Graef Marino       |              |
| 2017      | Sapo                                     | Jorge Sagredo             | Juan Pablo Ternicier       |              |
| 2017      | Vidas recicladas                         | Instructor paramente      | Eitan Loi                  |              |
| 2018      | El Taller                                | Diego                     | José Tomás Videla          |              |
| 2018      | El paso del diablo                       | Valenciano                | Danilo Ahumada             |              |
| 2018      | Pacto de fuga                            | Germán                    | David Albala               |              |
| 2019      | Tengo miedo, torero                      | Militar 1                 | Rodrigo Sepulveda          |              |
| 2022      | El conde                                 | Obrero textil             | Pablo Larraín              |              |
| 2022      | La práctica                              | Alberto                   | Martín Rejtman             |              |
| 2023      | Mi nuevo estilo de baile                 | Juan                      | Pablo Berthelon            |              |

### Telenovelas
| Teleseries | Teleseries               | Teleseries              | Teleseries  |
| Año        | Telenovela               | Rol                     | Canal       |
| ---------- | ------------------------ | ----------------------- | ----------- |
| 2004       | Hippie                   | Hampón                  | Canal 13    |
| 2008       | El señor de la Querencia | Eusebio Pino            | TVN         |
| 2010       | Mujeres de lujo          | Alfredo Manzano         | Chilevisión |
| 2011       | Esperanza                | Jesús Vargas            | TVN         |
| 2013       | Somos los Carmona        | Esteban Poblete         | TVN         |
| 2014       | No abras la puerta       | Antonio García          | TVN         |
| 2017       | Perdona nuestros pecados | Manuel Cid              | Mega        |
| 2018       | La reina de Franklin     | Doctor                  | Canal 13    |
| 2019       | Gemelas                  | Detective Alvear        | Chilevisión |
| 2020       | Yo soy Lorenzo           | Esteban                 | Mega        |
| 2021       | Verdades ocultas         | Santiago Baraona        | Mega        |
| 2022       | Amar profundo            | Luis Alberto Pino Palma | Mega        |
| 2023       | Juego de ilusiones       | Rodrigo                 | Mega        |

### Series de televisión
| Series    | Series                                  | Series                 | Series      |
| Año       | Series                                  | Rol                    | Canal       |
| --------- | --------------------------------------- | ---------------------- | ----------- |
| 1997      | Cuentos chilenos                        | Rafael                 | TVN         |
| 1997      | Laberinto, películas de la vida real    | Ismael                 | TVN         |
| 2001      | Enigma                                  | Sebastián              | TVN         |
| 2002      | Enigma                                  | Marcelo Moren Brito    | TVN         |
| 2003      | Amores urbanos                          | Cristián               | Mega        |
| 2003      | Enigma                                  | Luciano                | TVN         |
| 2004      | Don Floro                               | Traficante Luis        | Mega        |
| 2004      | Enigma                                  | Lucio                  | TVN         |
| 2005      | Los simuladores                         | Malandra               | Canal 13    |
| 2005      | Historia del Rumpy                      | Gastón                 | TVN         |
| 2005      | Reporteras                              | Rodrigo                | Chilevisión |
| 2005-2010 | Infieles                                | Varios personajes      | Chilevisión |
| 2006      | Enigma                                  | Cabo 2.º Solorza       | TVN         |
| 2006      | Pecados capitales                       | Alarcón                | Chilevisión |
| 2006      | Huaiquimán y Tolosa                     | Braulio                | Canal 13    |
| 2006      | Mujeres que matan                       | Huaso Claudio          | Canal 13    |
| 2007      | Héroes                                  | Edecán                 | Canal 13    |
| 2007      | Mi verdad                               | Renato                 | TVN         |
| 2007      | La vida es una lotería                  | Augusto José           | TVN         |
| 2008      | Mujeres que matan                       | Atilio                 | CHV         |
| 2009      | Algo habrán hecho                       | Luis Emilio Recabarren | TVN         |
| 2011-2013 | Prófugos                                | Detective Ruiz         | HBO         |
| 2011-2014 | Los archivos del cardenal               | Troglo                 | TVN         |
| 2014-2017 | Lo que callamos las mujeres             | Varios personajes      | Chilevisión |
| 2016      | Bala loca                               | Detective Morales      | Chilevisión |
| 2017      | 62: Historia de un mundial              | Sergio Livingstone     | TVN         |
| 2018      | Los Espookys                            | Sergio                 | HBO         |
| 2019      | Migrantes                               | Benjamín Prado         | TVN         |
| 2019      | Los Carcamales                          | Elías Escobedo         | Canal 13    |
| 2020      | 62: Historia de un mundial 2ª temporada | Sergio Livingstone     | TVN         |
| 2020      | La jauría 2                             | Teniente González      | Amazon      |
| 2023      | Vencer o morir                          | El fanta               | Amazon      |
| 2023      | Alma negra                              | Néstor Callejas        | TVN         |

### Publicidad
| Publicidades | Publicidades   | Publicidades |
| Año          | Producto       | Rol          |
| ------------ | -------------- | ------------ |
| 2021         | Pinturas Revor | Rommie casa  |
| 2003         | Konica         | Fotógrafo    |
| 2001         | Viña La Rosa   | Marido       |